# Quatre dies de Dunkerque 2015
Els Quatre dies de Dunkerque 2015 van ser la 61a edició dels Quatre dies de Dunkerque. La cursa es disputà en cinc etapes entre el 6 i el 10 de maig de 2015, amb inici i final a Dunkerque, formant part de l'UCI Europa Tour amb una categoria 2.HC.
El vencedor final fou el lituà Ignatas Konovalovas (Marseille 13 KTM), que s'imposà amb 14" d'avantatge al francès Bryan Coquard (Team Europcar), vencedor de la primera etapa i de les classificacions per punts i dels joves. Completà el podi l'estoni Alo Jakin (Auber 93). Konovalovas basà la victòria final en la quarta etapa, guanyada per l'espanol Omar Fraile (Caja Rural-Seguros RGA), en què arribà amb uns segons d'avantatge sobre el fins aleshores líder Coquard, que li van servir per passar a liderar la general. Julien Antomarchi (Roubaix-Lille Métropole) guanyà la muntanya, mentre el Bretagne-Séché Environnement fou el millor equip.

## Equips
Disset equips prenen part en aquesta edició dels Quatre dies de Dunkerque: dos World Tour, deu equips continentals professionals i quatre equips continentals.
- equips World Tour: AG2R La Mondiale, FDJ
- equips continentals professionals: Bora-Argon 18, Bretagne-Séché Environnement, Caja Rural-Seguros RGA, Cofidis, Colombia, Cult Energy Pro Cycling, Team Europcar, Team Roompot, Topsport Vlaanderen-Baloise, Wanty-Groupe Gobert
- equips continentals: Auber 93, Team Marseille 13-KTM, Roubaix-Lille Métropole, Armée de Terre

## Etapes
| Etapa | Data       | Recorregut                     |                   | Km    | Vencedor d'etapa      | Líder de la general       | Ref.        |
| ----- | ---------- | ------------------------------ | ----------------- | ----- | --------------------- | ------------------------- | ----------- |
| 1a    | 6 de maig  | Dunkerque - Orchies            | Etapa plana       | 178,7 | Bryan Coquard (FRA)   | Bryan Coquard (FRA)       | [ 1 ] [ 2 ] |
| 2a    | 7 de maig  | Fontaine-au-Pire – Maubeuge    | Etapa plana       | 178,7 | Jonas Ahlstrand (SWE) | Bryan Coquard (FRA)       | [ 3 ]       |
| 3a    | 8 de maig  | Barlin – Saint-Omer            | Etapa plana       | 176,1 | Alexis Gougeard (FRA) | Bryan Coquard (FRA)       | [ 4 ]       |
| 4a    | 9 de maig  | Lestrem – Cassel               | Etapa accidentada | 178,7 | Omar Fraile (ESP)     | Ignatas Konovalovas (LTU) | [ 5 ]       |
| 5a    | 10 de maig | Cappelle-la-Grande – Dunkerque | Etapa plana       | 171,0 | Edward Theuns (BEL)   | Ignatas Konovalovas (LTU) | [ 6 ]       |

## Classificació final
|    | Ciclista                  | Equip                        | Temps       |
| -- | ------------------------- | ---------------------------- | ----------- |
| 1  | Ignatas Konovalovas (LTU) | Marseille 13 KTM             | 21h 25' 03" |
| 2  | Bryan Coquard (FRA)       | Team Europcar                | + 14"       |
| 3  | Alo Jakin (EST)           | Auber 93                     | + 31"       |
| 4  | Frederik Backaert (BEL)   | Wanty-Groupe Gobert          | + 35"       |
| 5  | Damien Gaudin (FRA)       | AG2R La Mondiale             | + 40"       |
| 6  | Mads Pedersen (DEN)       | Cult Energy                  | + 44"       |
| 7  | Edward Theuns (BEL)       | Topsport Vlaanderen-Baloise  | + 46"       |
| 8  | Florian Vachon (FRA)      | Bretagne-Séché Environnement | + 1' 04"    |
| 9  | Brice Feillu (FRA)        | Bretagne-Séché Environnement | + 1' 36"    |
| 10 | Antoine Duchesne (CAN)    | Team Europcar                | + 1' 37"    |

## Evolució de les classificacions
| Etape | Vencedor        | Classificació general | Classificació de la muntanya | Classificació per punts | Classificació dels joves | Classificació per equips     |
| ----- | --------------- | --------------------- | ---------------------------- | ----------------------- | ------------------------ | ---------------------------- |
| 1     | Bryan Coquard   | Bryan Coquard         | Preben Van Hecke             | Bryan Coquard           | Bryan Coquard            | Topsport Vlaanderen-Baloise  |
| 2     | Jonas Ahlstrand | Bryan Coquard         | Preben Van Hecke             | Bryan Coquard           | Bryan Coquard            | Topsport Vlaanderen-Baloise  |
| 3     | Alexis Gougeard | Bryan Coquard         | Julien Antomarchi            | Bryan Coquard           | Bryan Coquard            | Topsport Vlaanderen-Baloise  |
| 4     | Omar Fraile     | Ignatas Konovalovas   | Julien Antomarchi            | Bryan Coquard           | Bryan Coquard            | Bretagne-Séché Environnement |
| 5     | Edward Theuns   | Ignatas Konovalovas   | Julien Antomarchi            | Bryan Coquard           | Bryan Coquard            | Bretagne-Séché Environnement |
| Final | Final           | Ignatas Konovalovas   | Julien Antomarchi            | Bryan Coquard           | Bryan Coquard            | Bretagne-Séché Environnement |